# Атлетика на Летњим параолимпијским играма 2016 — 1.500 метара за мушкарце T11
Трка на 1.500 метара у класи 11 за мушкарце, била је једна од 29 дисциплина атлетског програма на Летњим параолимпијским играма 2016. у Рио де Жанеиру, Бразил. Такмичење је одржано 11. и 13. септембра на Олимпијском стадиону Жоао Авеланж.

## Земље учеснице
Учествовало је 17 такмичара из 17 земаља.
1. Бразил (1)
2. Гватемала (1)
3. Еквадор (1)
4. Индија (1)
5. Иран (1)
6. Јапан (1)
7. Канада (1)
8. Кенија (2)
9. Кина (1)
10. Перу (1)
11. Пољска (1)
12. Португалија (1)
13. Северна Кореја (1)
14. Турска (2)
15. Чиле (1)

## Рекорди пре почетка такмичења
(стање 8. септембра 2016)
| Рекорди пре почетка Параолимпијских игара 2016. | Рекорди пре почетка Параолимпијских игара 2016. | Рекорди пре почетка Параолимпијских игара 2016. | Рекорди пре почетка Параолимпијских игара 2016. | Рекорди пре почетка Параолимпијских игара 2016. | Рекорди пре почетка Параолимпијских игара 2016. |
| ----------------------------------------------- | ----------------------------------------------- | ----------------------------------------------- | ----------------------------------------------- | ----------------------------------------------- | ----------------------------------------------- |
| Светски рекорд                                  | 3:58,37                                         | Самвел Мушаи Кимани                             | Кенија                                          | Лондон, Уједињено Краљевство                    | 3. септембар 2012.                              |
| Параолимпијски рекорд                           | 3:58,37                                         | Самвел Мушаи Кимани                             | Кенија                                          | Лондон, Уједињено Краљевство                    | 3. септембар 2012.                              |

## Сатница
| Датум               | Време | Ниво               |
| ------------------- | ----- | ------------------ |
| 11. септембар 2016. | 12:23 | Квалификације (Г1) |
| 11. септембар 2016. | 12:30 | Квалификације (Г2) |
| 11. септембар 2016. | 12:37 | Квалификације (Г3) |
| 13. септембар 2016. | 18:05 | Финале             |

Сва времена су по локалном времену (UTC+3)

## Освајачи медаља
|                              |                    |                      |
| Самвел Мушаи Кимани · Кенија | Одаир Сантос · САД | Semih Deniz · Турска |

## Резултати

### Квалификације
Квалификације су одржане 11.9.2016. годину у 12:23 и 12:30. Такмичари су биле подељени у три групе. У финале су се пласирали победници по групама и 3 на основу резултата.,,
| Пласман | Група | Атлетичарка           | Земља          | Класа | ЛР      | ЛРС     | Резултат | Белешка  |
| ------- | ----- | --------------------- | -------------- | ----- | ------- | ------- | -------- | -------- |
| 1.      | 2     | Самвел Мушаи Кимани   | Кенија         | Т11   | 3:58,37 | 4:16,07 | 4:04,50  | КВ, ЛРС  |
| 2.      | 2     | Одаир Сантос          | Бразил         | Т11   | 3:59,44 | 4:06,50 | 4:05,34  | кв, ЛРС  |
| 3.      | 1     | Semih Deniz           | Турска         | Т11   | 4:08,57 | 4:11,00 | 4:11,75  | КВ       |
| 4.      | 3     | Би Вилсон             | Кенија         | Т11   | 4:17,27 | 4:17,27 | 4:13,20  | КВ, ЛР   |
| 5.      | 3     | Јасон Џозеф Дункерлеј | Канада         | Т11   | 4:07,56 | 5:02,30 | 4:08,07  | кв       |
| 6.      | 2     | Шиња Вада             | Јапан          | Т11   | 4:18,71 | 4:23,31 | 4:16,12  | кв, ЛР   |
| 7.      | 2     | Џен Џанг              | Кина           | Т11   | 5:11,59 | 5:11,59 | 4:16,88  | ЛРС      |
| 8.      | 3     | Дарвин Кастро         | Еквадор        | Т11   | 4:21,70 | 4:21,70 | 4:21,29  | ЛР       |
| 9.      | 3     | Луис Сандовал         | Перу           | Т11   | 4:56,75 | 4:56,75 | 4:28,41  | ЛР       |
| 10.     | 2     | Нуно Алвес            | Португалија    | Т11   | 4:21,54 | 4:23,28 | 4:36,32  |          |
| 11.     | 1     | Анкур Дхама           | Индија         | Т11   | 4:18,42 | 4:18,42 | 4:37,61  |          |
| 12.     | 1     | Оскар Раксон Сикуиеј  | Гватемала      | Т11   | 4:55,37 |         | 4:57,22  |          |
|         | 1     | Хамид Еслами          | Иран           | Т11   | 4:18,96 | 4:18,96 | Диск.    | чл. 7.9  |
|         | 3     | Хасан Хусеин Качар    | Турска         | Т11   | 4:14,13 | 4:14,13 | Диск.    | чл. 19.4 |
|         | 3     | Ким Чол Унг           | Северна Кореја | Т11   |         |         | Диск.    | чл. 8.2  |
|         | 1     | Александер Косаковски | Пољска         | Т11   | 4:14,58 | 4:14,58 | Диск.    | чл. 19.4 |
|         | 1     | Кристијан Валензуела  | Чиле           | Т11   | 4:07,79 |         | Диск.    | чл. 7.10 |

### Финале
Такмичење је одржано 13.9.2016. годину у 18:05,,
| Пласман | Атлетичар             | Земља  | Класа | Резултат | Белешка |
| ------- | --------------------- | ------ | ----- | -------- | ------- |
|         | Самвел Мушаи Кимани   | Кенија | Т11   | 4:03,25  | ЛРС     |
|         | Одаир Сантос          | Бразил | Т11   | 4:03,85  | ЛРС     |
|         | Semih Deniz           | Турска | Т11   | 4:05,42  | ЛР      |
| 4.      | Би Вилсон             | Кенија | Т11   | 4:07.96  | ЛР      |
| 5.      | Јасон Џозеф Дункерлеј | Канада | Т11   | 4:07,98  | ЛРС     |
| 6.      | Шиња Вада             | Јапан  | Т11   | 4:15,62  | ЛР      |

#### Пролазна времена (финале)
| Дистанца | Време   | Атлетичар    | Земља  |
| -------- | ------- | ------------ | ------ |
| 400 м    | 1:05,43 | Би Вилсон    | Кенија |
| 800 м    | 2:11,53 | Одаир Сантос | Бразил |
| 1.200 м  | 3:16,74 | Одаир Сантос | Бразил |